# Jacinto Collahuazo
Jacinto Collahuazo fue un cacique otavaleño, con educación formal, que fue hecho prisionero por haber escrito un libro en Kichwa, relacionado con la guerra entre Huáscar y Atahualpa. Su obra fue quemada en público por el Corregidor de Ibarra y fue condenado a la cárcel, donde pasó sus últimos días. Se le considera el primer cronista indígena ecuatoriano.

## Breve biografía
Nació en Otavalo en 1665. (Acerca de su nacimiento hay algunas versiones. En la actualidad, la versión más cercana a la realidad parece ser la prueba presentada por el investigador Jaramillo, Víctor Alejandro (ver cita debajo)) "Hay un documento  hallado en el archivo de la primera Notaría Cantonal de Otavalo, que consiste en la numeración, padrón o apuntamiento de los indios naturales del Asiento de Otavalo, por el Contador don Juan Francisco Aguado, juez de comisión por el excelentísimo señor conde de Santistevan, Virrey de estos reinos, en fecha veinticinco de enero de mil seiscientos sesenta y cinco. Según ese testimonio, Jacinto Collahuazo nació en Otavalo; fueron sus padres Don Antón Collabase y Doña Bárbara Cofichoguango; sus hermanos, Andrés Collabase, Lorenzo Collabase, Magdalena Pichaguango, Magdalena Cofichaguango y Juan Cofichoguango." (Jaramillo, Víctor Alejandro (1975) "Jacinto Collahuazo" Sarance Revista del Instituto Otavaleño de Antropología, octubre de 1975, Año 1, Número 1.)
Desde temprana edad se dedicó afanosamente al estudio de la historia, escribió una obra conocida como "Historia de la guerra civil entre Atahualpa y su hermano Atoco, conocido como Huáscar Inca". Hablaba y escribía correctamente en  castellano y  se dio a la tarea de aprender las tradiciones prehispánicas descifrando quipos para informarse del pasado. Con ello escribió una historia de la guerra civil de Atahualpa y Huascar, así como la genealogía de los reyes caras de Quito llamados Shyris. Este manuscrito empezó a ser famoso entre los vecinos de Otavalo. La fama y comentarios derivados de este escrito llegó a oídos del corregidor, quien creyó que era peligroso y podría servir para motivar un levantamiento. Por ello el corregidor de manera lo hizo quemar públicamente como escarmiento. Por este atropello Collahuazo reclamó ante la Audiencia de Quito, quien le dio la razón y el permiso para rescribir su historia. Este segundo manuscrito quedó concluido en 1708, pero no se conserva, aunque se sabe que era un volumen en cuarto y que a la muerte de Collahuaso pasó a manos del jesuita Juan de Velasco y Pérez-Petroche.
«Collahuazo, inteligente y estudioso, se alzó de la mediocridad del ambiente para alcanzar el justo prestigio que sin disminuirse, más bien creciendo, ha ido de generación en generación admirando, inyectando rebeldía contra la esclavitud y formando conciencia de luz en esos hombres que entraron en tinieblas el rato menos pensado» (F. y L. Barriga López.- Diccionario de la Literatura Ecuatoriana).